# Pheidole ala
Pheidole ala (лат.) — вид муравьёв рода Pheidole из подсемейства Myrmicinae (Formicidae). Мадагаскар. Крупные рабочие (солдаты): наружные гипостомальные зубцы немного тоньше и примерно такие же высокие, как и внутренние гипостомальные зубцы, с умеренно узким основанием, треугольные; лоб с сетчато-морщинистой скульптурой, брюшко гладкое; тело коричневое. Мелкие рабочие: щёки гладкие; грудь в основном ячеистая или гладкая, тело жёлтое. Крупные рабочие (солдаты): ширина головы в среднем равна 1,11 мм, длина головы — 1,18 мм, длина скапуса — 0,49 мм. Мелкие рабочие: ширина головы 0,44 мм, длина головы — 0,49 мм, длина скапуса — 0,45 мм. Основная окраска желтовато-коричневая. Голова сетчатая. Всё тело покрыто отстоящими волосками. Стебелёк между грудкой и брюшком состоит из двух члеников: петиолюса и постпетиолюса (последний четко отделен от брюшка). Близок к Pheidole nemoralis и Pheidole bemarivoensis из группы видов Pheidole nemoralis (голова солдат прямоугольная, мезонотальные шипы отсутствуют; промезонотум короткий и низкий). Вид был описан в 2020 году американским мирмекологом Брайеном Фишером (Калифорнийская академия наук, Сан-Франциско, США) и польским энтомологом Себастьяном Салатой (University of Wroclaw, Вроцлав, Польша).